# Crawford Township (comté d'Osage, Missouri)
Crawford Township est un ancien township, situé dans le comté d'Osage, dans le Missouri, aux États-Unis,.
Le township est fondé en 1841.

### Source de la traduction
- (en) Cet article est partiellement ou en totalité issu de l’article de Wikipédia en anglais intitulé « Crawford Township, Osage County, Missouri » (voir la liste des auteurs).